# Muzeum Archeologiczne w Olimpii

Plan Muzeum Archeologicznego w Olimpii

Muzeum Archeologiczne w Olimpii (gr. Αρχαιολογικό Μουσείο Ολυμπίας) – muzeum archeologiczne poświęcone historii sanktuarium w Olimpii w okresie od wczesnej epoki brązu do VI–VII w. n.e. oraz znalezionym tu artefaktom. W zbiorach muzeum znajdują się m.in. fragmenty bogatej dekoracji rzeźbiarskiej ze świątyni Zeusa Olimpijskiego, m.in. metopy przedstawiające dwanaście prac Heraklesa, posąg Nike z Olimpii oraz rzeźba Hermes z małym Dionizosem.

## Historia

### Stare Muzeum
Początkowo muzeum mieściło się w tzw. „Syngrejonie”, na wzgórzu na zachód od Altisu. Budynek ten, sfinansowany przez greckiego bankiera i filantropa Andreasa Syngrosa (1831–1899), został wzniesiony w 1888 roku z zamiarem prezentacji w nim znalezisk ze stanowiska archeologicznego w Olimpii. Projekt gmachu w stylu neoklasycznym sporządzili niemieccy architekci-archeolodzy – Friedrich Adler (1827–1908) i Wilhelm Dörpfeld (1853–1940) – którzy uczestniczyli w niemieckiej ekspedycji archeologicznej w Olimpii w latach 70. XIX wieku. W 1954 roku gmach został mocno uszkodzony podczas trzęsienia ziemi i pozostawał zamknięty. Wobec coraz większej liczby artefaktów znajdowanych w Olimpii podjęto decyzję o budowie nowej siedziby dla muzeum archeologicznego. „Syngrejon” stał się magazynem. Jego gmach wyremontowano przed Letnimi Igrzyskami Olimpijskimi w Atenach i w 2004 roku otwarto tu Muzeum Historii Starożytnych Igrzysk Olimpijskich.

### Nowe Muzeum
Gmach Nowego Muzeum został wzniesiony w latach 1966–1975 według projektu greckiego architekta Pátroklosa Karantinósa (1903–1976). Eksponaty stopniowo przenoszono ze Starego do Nowego Muzeum, które otwarto uroczyście w 1982 roku w obecności ówczesnej minister kultury Meliny Mercouri (1920–1994).
W 1994 roku udostępniono zwiedzającym posąg Nike z Olimpii dłuta Pajoniosa z Mende.
Przed Letnimi Igrzyskami Olimpijskimi w Atenach w 2004 roku wyremontowano wnętrza muzeum a wystawę przeorganizowano. Nowa wystawa została otwarta 24 marca 2004 roku. Obok, na nowo zaaranżowanych kolekcji, zaprezentowano publiczności „warsztat Fidiasza”.

## Zbiory
Wystawa stała muzeum ukazuje historię sanktuarium w Olimpii w okresie od wczesnej epoki brązu do VI–VII w. n.e.
W muzeum prezentowane są m.in. fragmenty bogatej dekoracji rzeźbiarskiej ze świątyni Zeusa Olimpijskiego, m.in. metopy przedstawiające dwanaście prac Heraklesa, posąg Nike z Olimpii oraz rzeźba Hermes z małym Dionizosem – uważana za dzieło Praksytelesa. Prezentowana tu kolekcja artefaktów z epoki brązu należy do najbogatszych zbiorów tego rodzaju na świecie.
Zbiory wystawiane są w dwunastu galeriach w porządku chronologicznym:

### Galeria 1: okres prehistoryczny
W pierwszej galerii prezentowane są znaleziska z okresu prehistorycznego, m.in. ceramika i narzędzia kamienne wczesnej kultury helladzkiej (2700–2000 p.n.e.) a także znaleziska z grobu legendarnego Pelopsa. Znajdują się tu również obiekty z terakoty, kamienia i brązu, a także biżuteria z grobów odkrytych na terenie Nowego Muzeum z okresu kultury mykeńskiej (1600–1100 p.n.e.).

### Galeria 2: styl geometryczny i okres archaiczny
W drugiej galerii znajduje się obszerna kolekcja darów wotywnych z okresów geometrycznego i archaicznego – jeden z najbogatszych zbiorów artefaktów z epoki brązu na świecie. Prezentowane są figurki ludzi i zwierząt, kociołki, trójnogi, naczynia i narzędzia, a także broń: hełmy, nagolenniki, tarcze i kirysy. Znajdują się tu również akroterion ze świątyni Hery i kamienna głowa Hery.

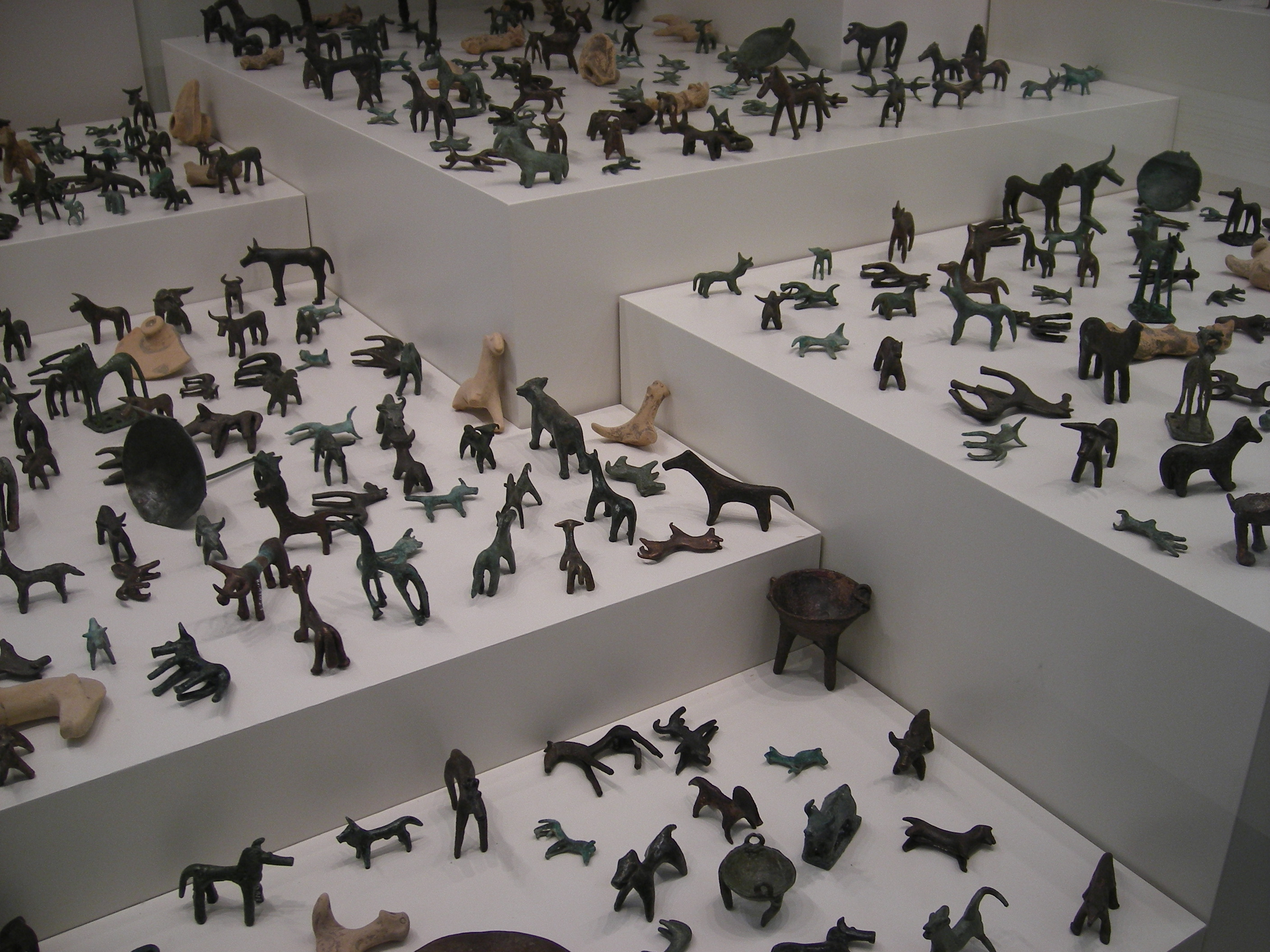
Dary wotywne dla Zeusa: brązowe figurki zwierząt, IX–VIII w. p.n.e.
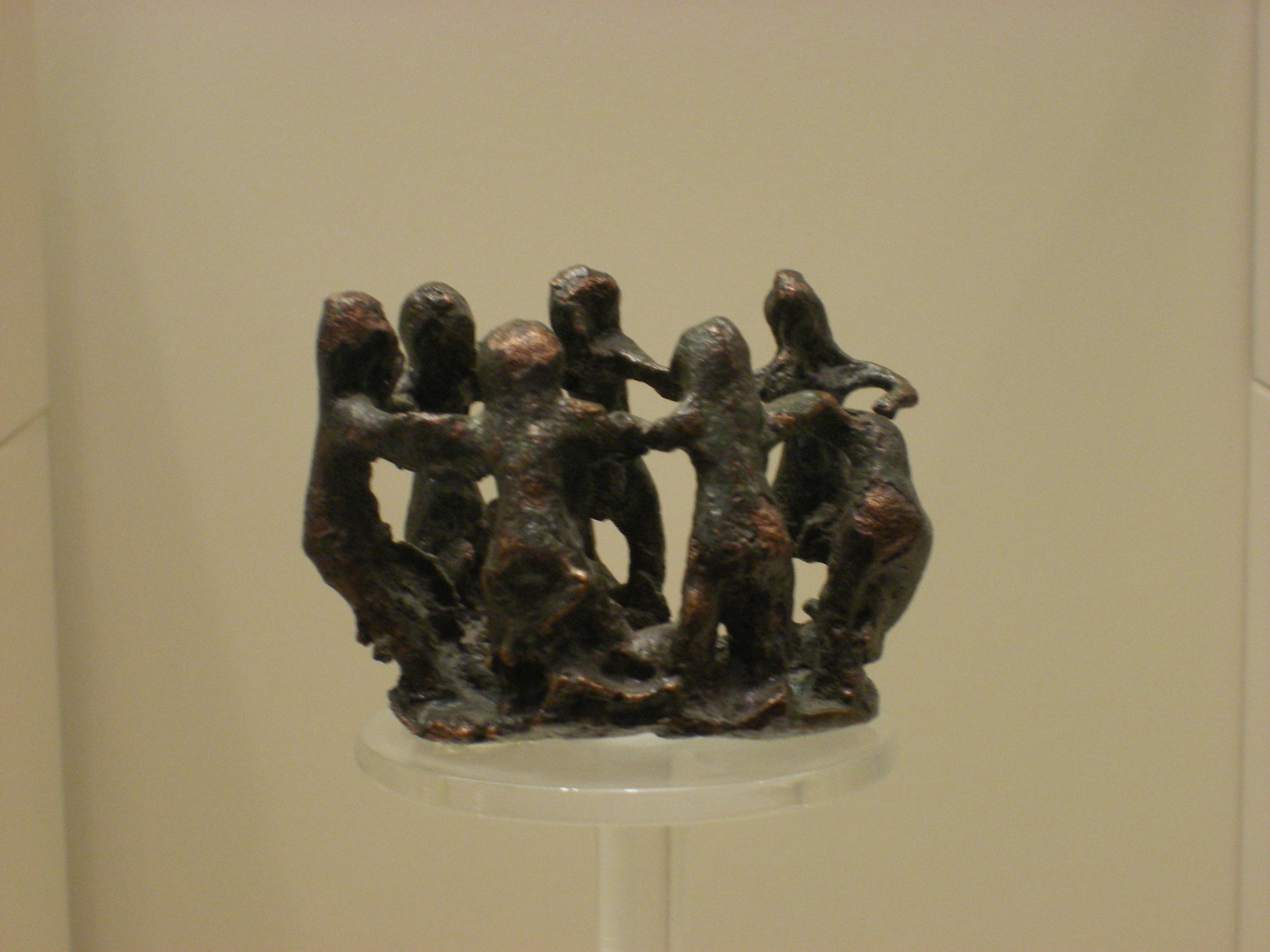
Brązowa figurka wotywna: siedem tańczących kobiet, VIII w. p.n.e.
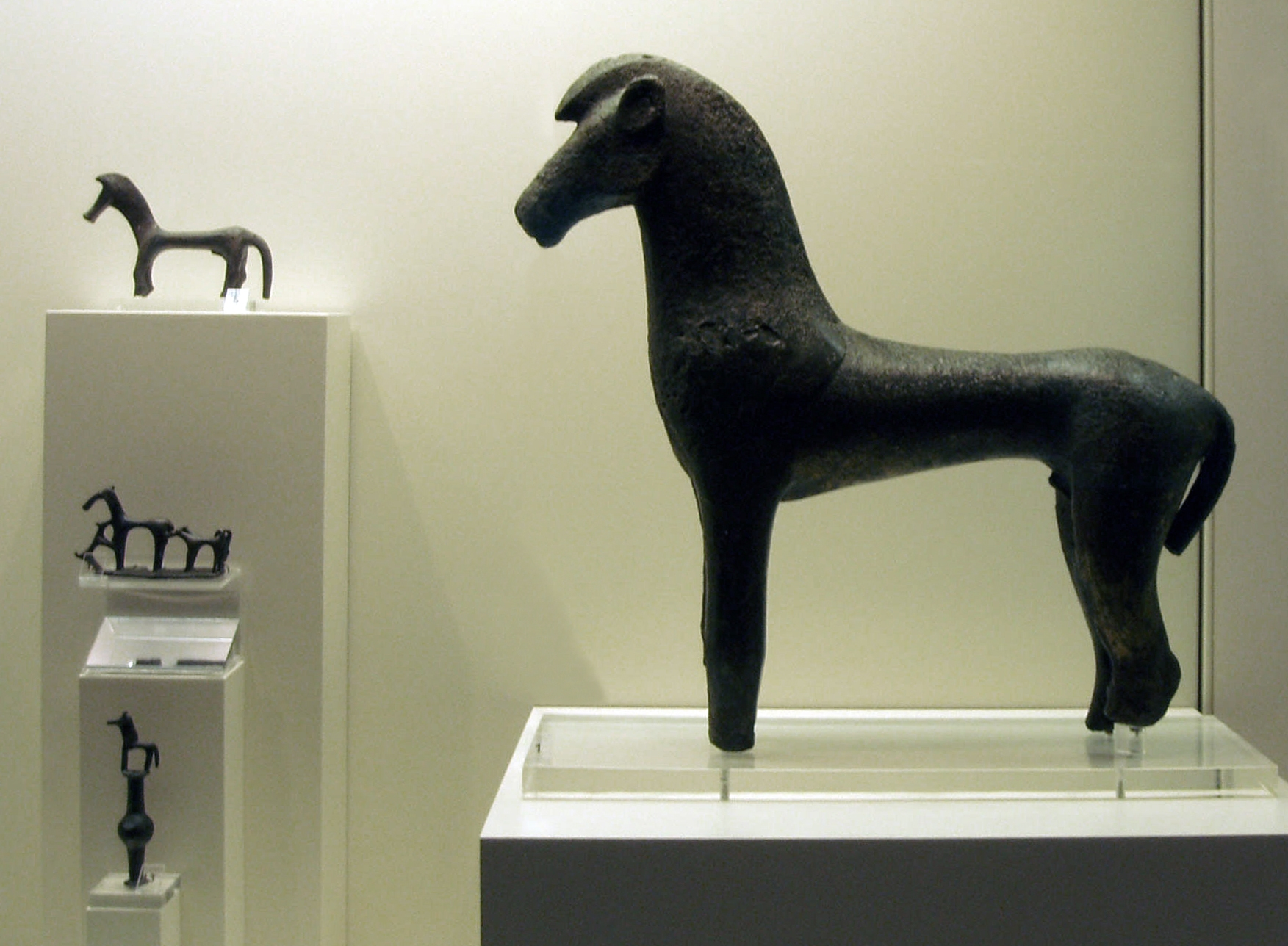
Brązowa figurka wotywna: koń, VII w. p.n.e.
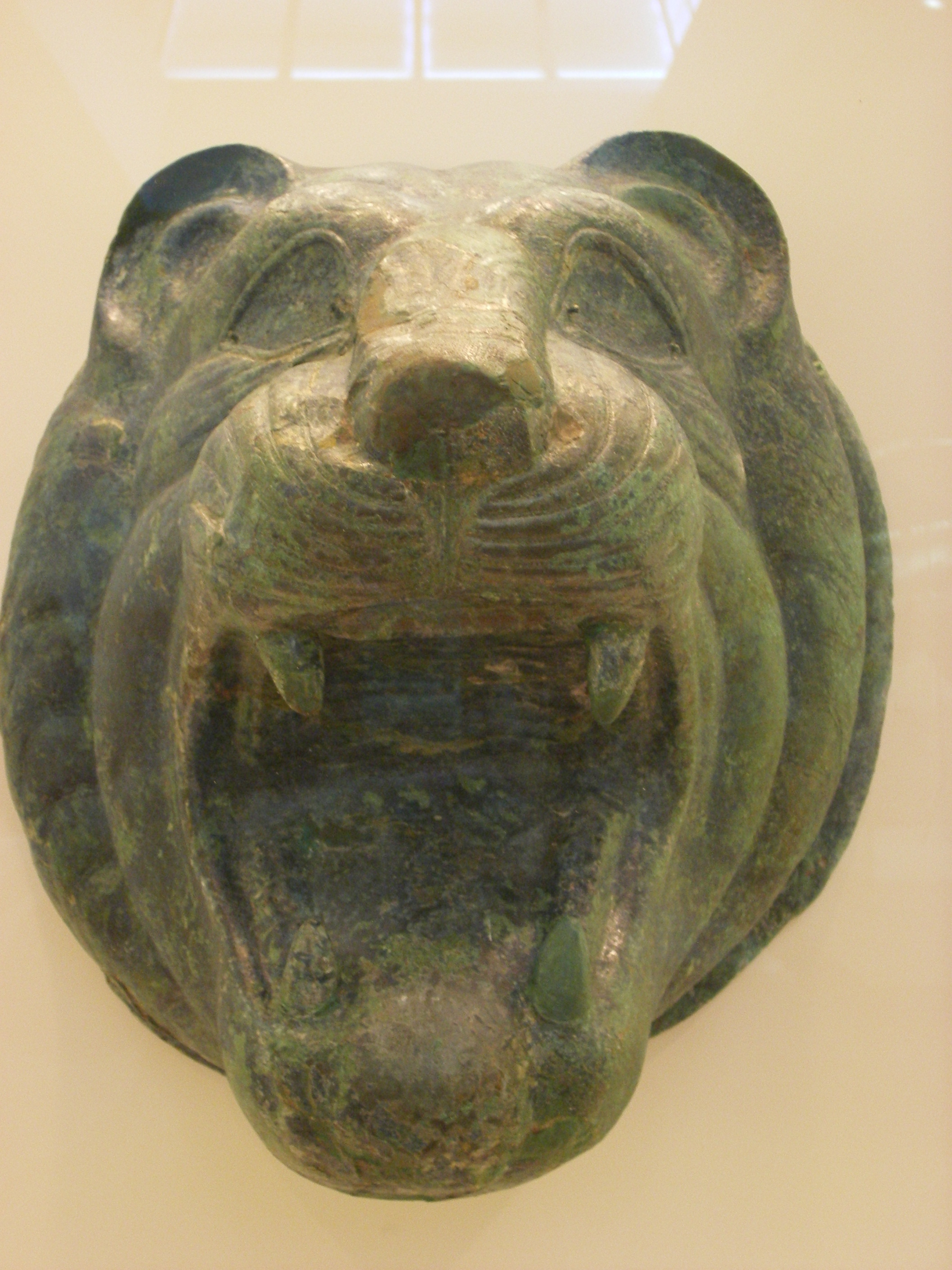
Brązowa figurka wotywna: lew, VIII w. p.n.e.
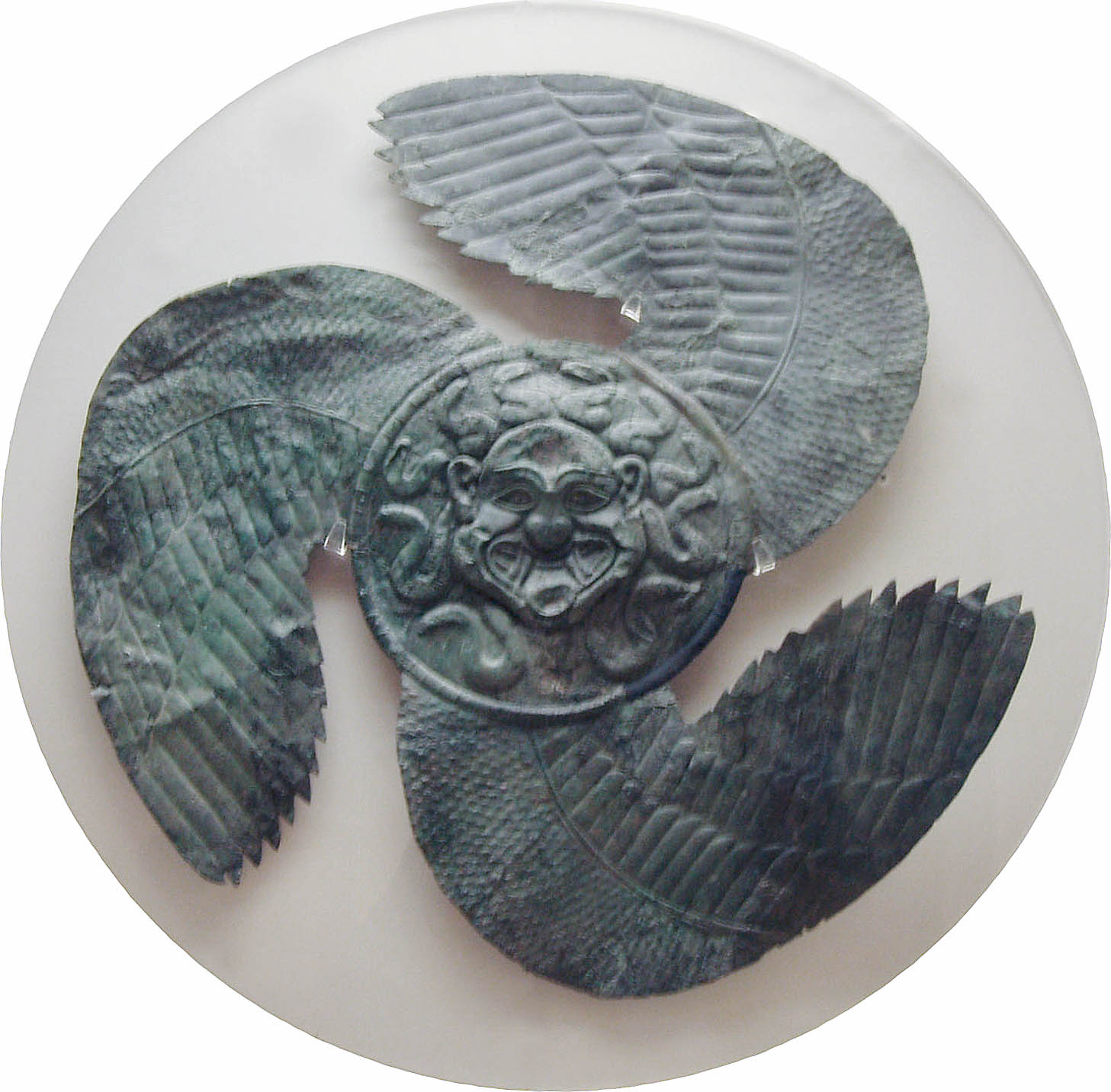
Uskrzydlony gorgonejon, VI w. p.n.e.

### Galeria 3: późny okres archaiczny
W trzeciej galerii wystawione są naczynia ceramiczne i biżuteria brązowa oraz kilka dekoracji rzeźbiarskich znalezionych w ruinach Olimpii, m.in. fronton skarbca Megary, gzyms skarbca Geli i rzygacz w formie głowy lwa.

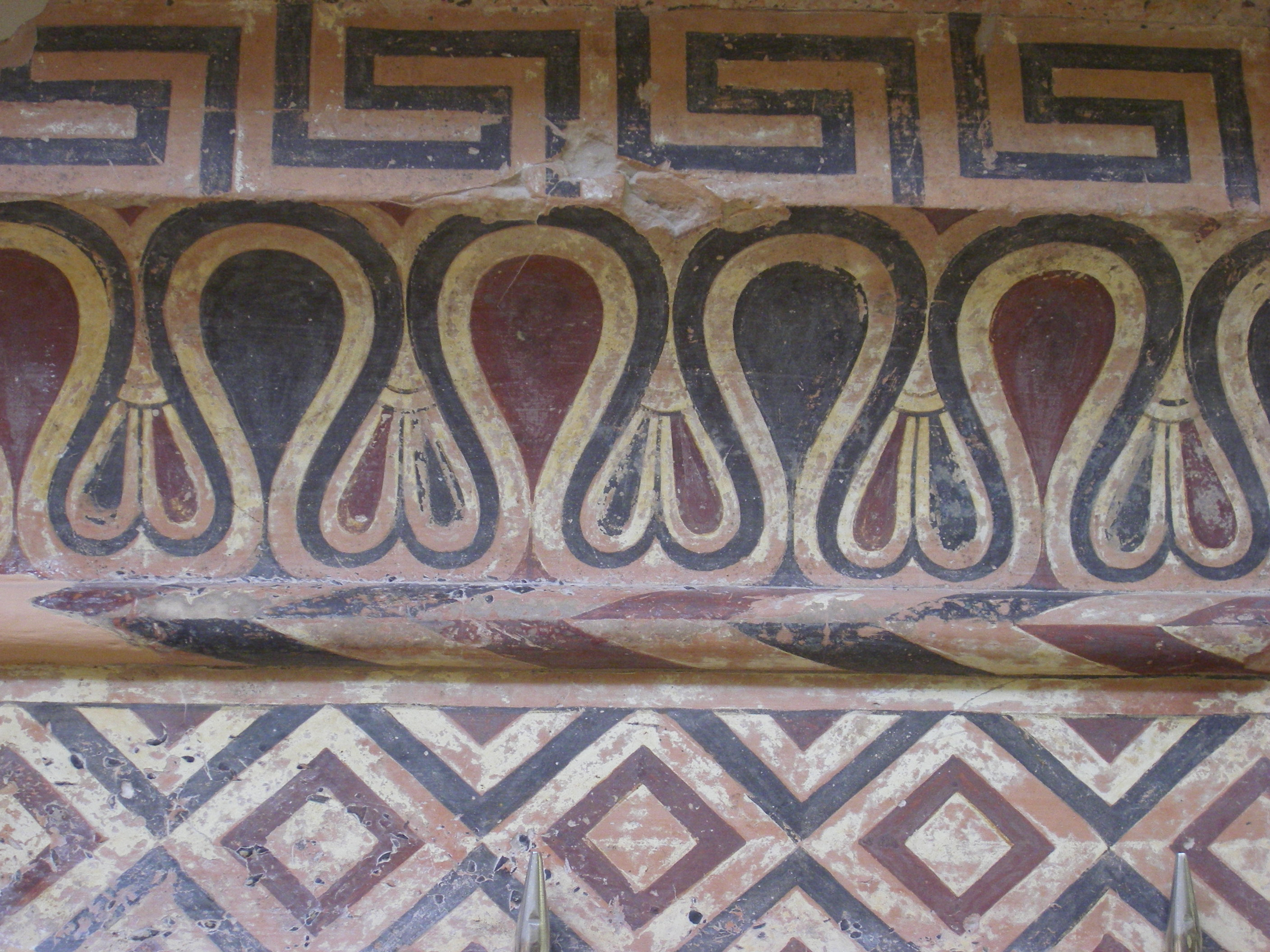
Detal dekoracji gzymsu skarbca Geli, VI w. p.n.e.
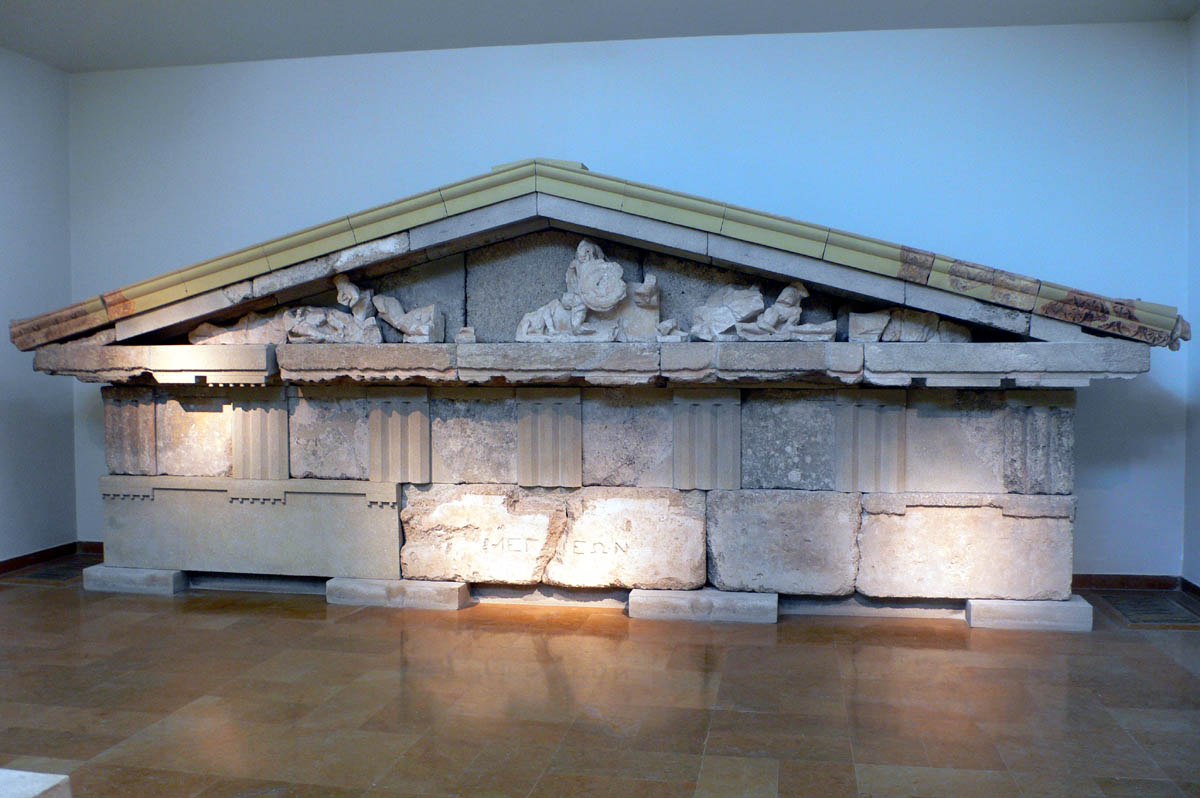
Odrestaurowany fragment frontonu skarbca Megary, 520 p.n.e.
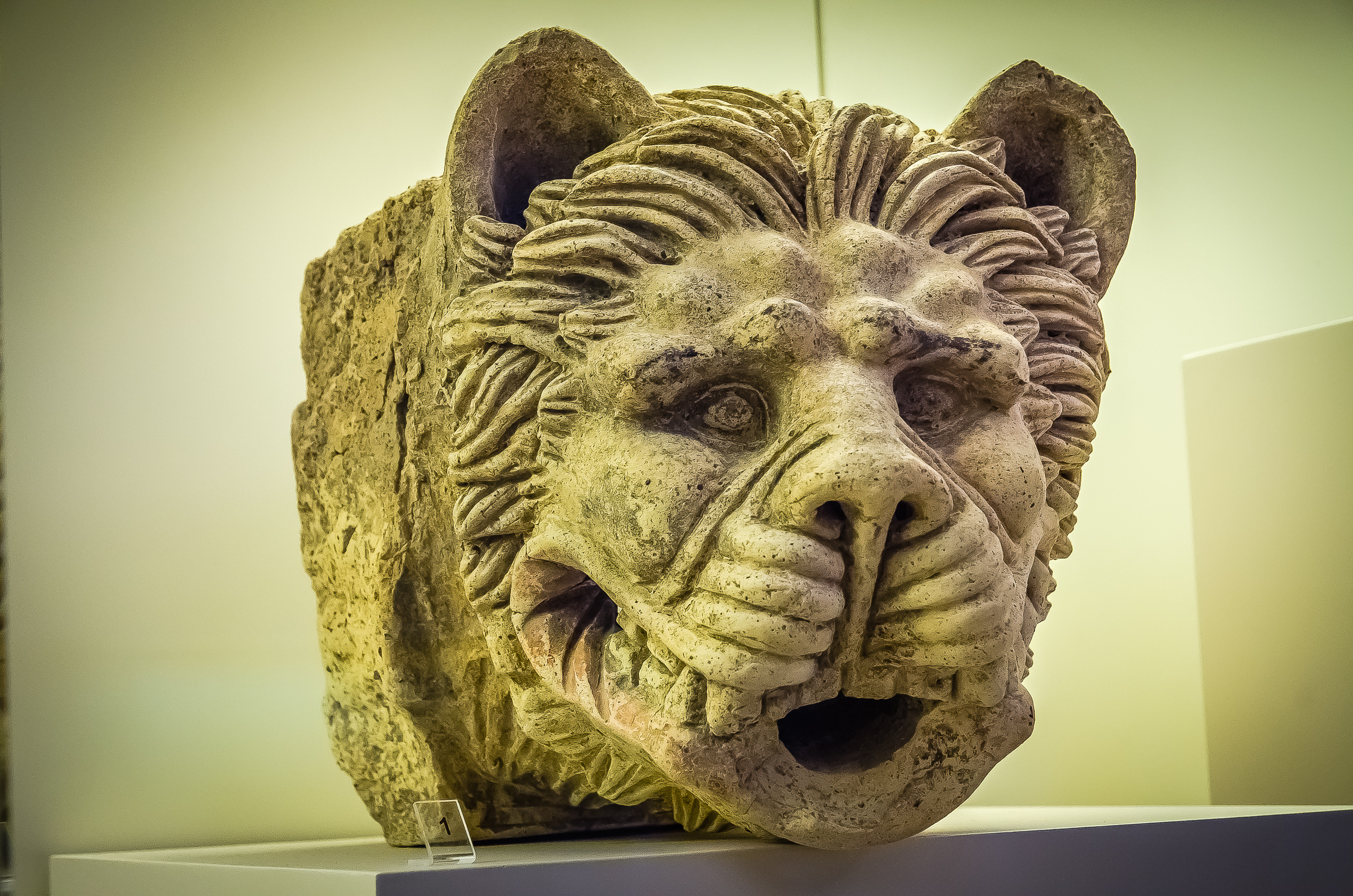
Rzygacz w formie głowy lwa

### Galeria 4: styl surowy
Wystawa w czwartej galerii obejmuje ogromne dekoracje terakotowe z grupą Zeus z Ganimedesem, taran z głową barana oraz hełmy Miltiadesa i Hierona. Hełm Miltiadesa dedykowany jest Zeusowi po zwycięstwie Ateńczyków w bitwie pod Maratonem w 490 roku p.n.e.

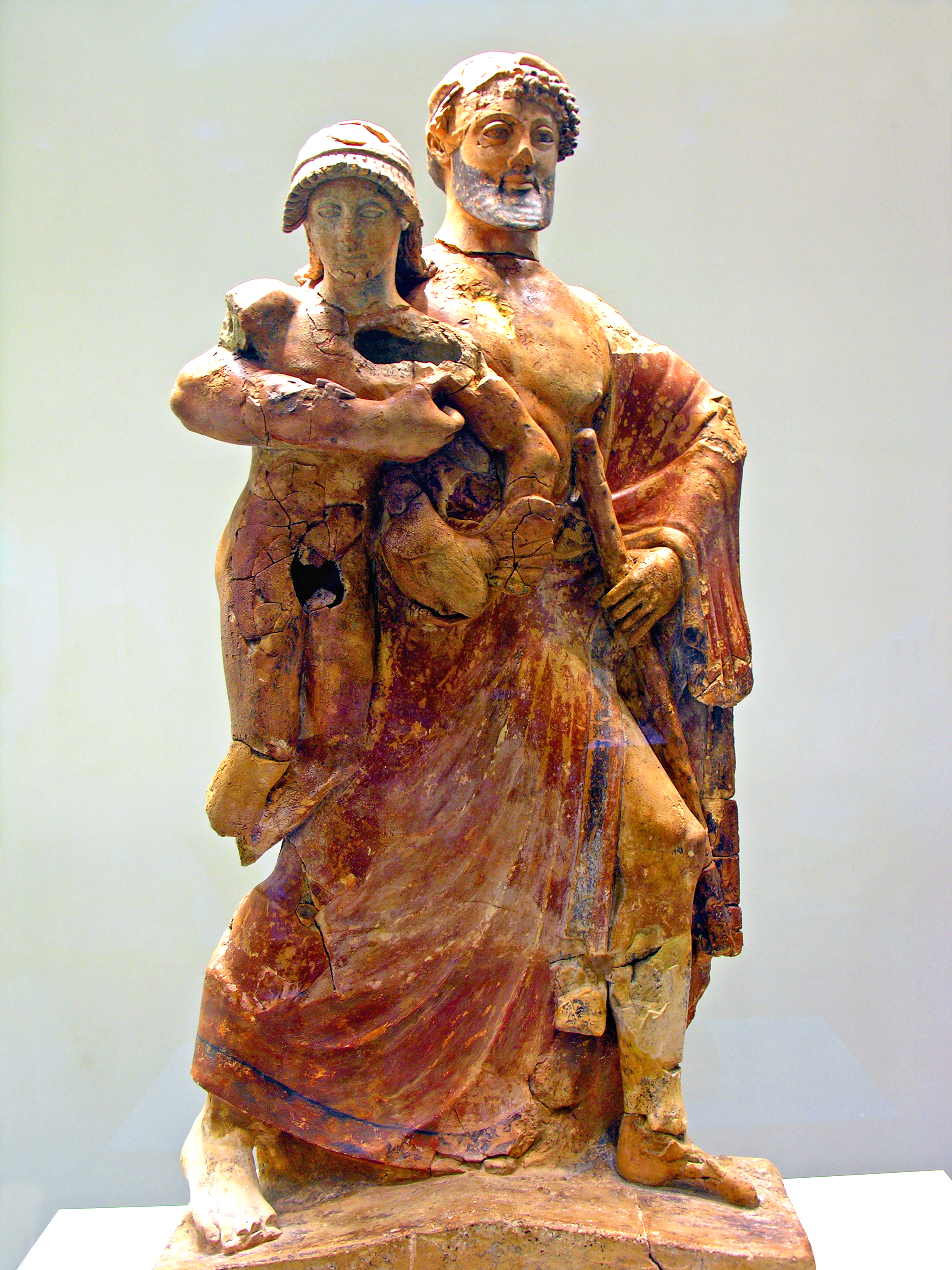
Zeus z Ganimedesem, 480–470 p.n.e.
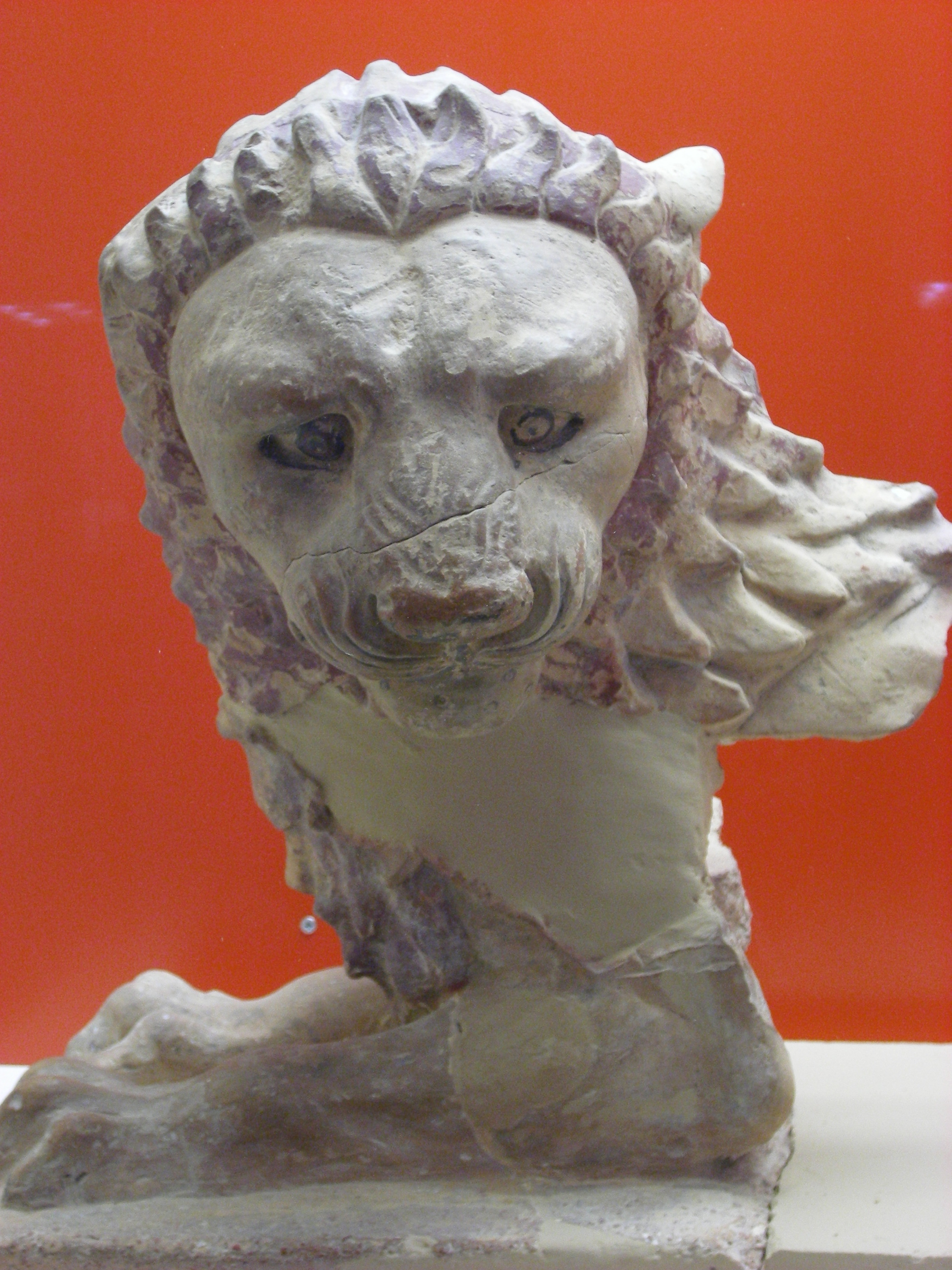
Lew z terakoty, V w. p.n.e.
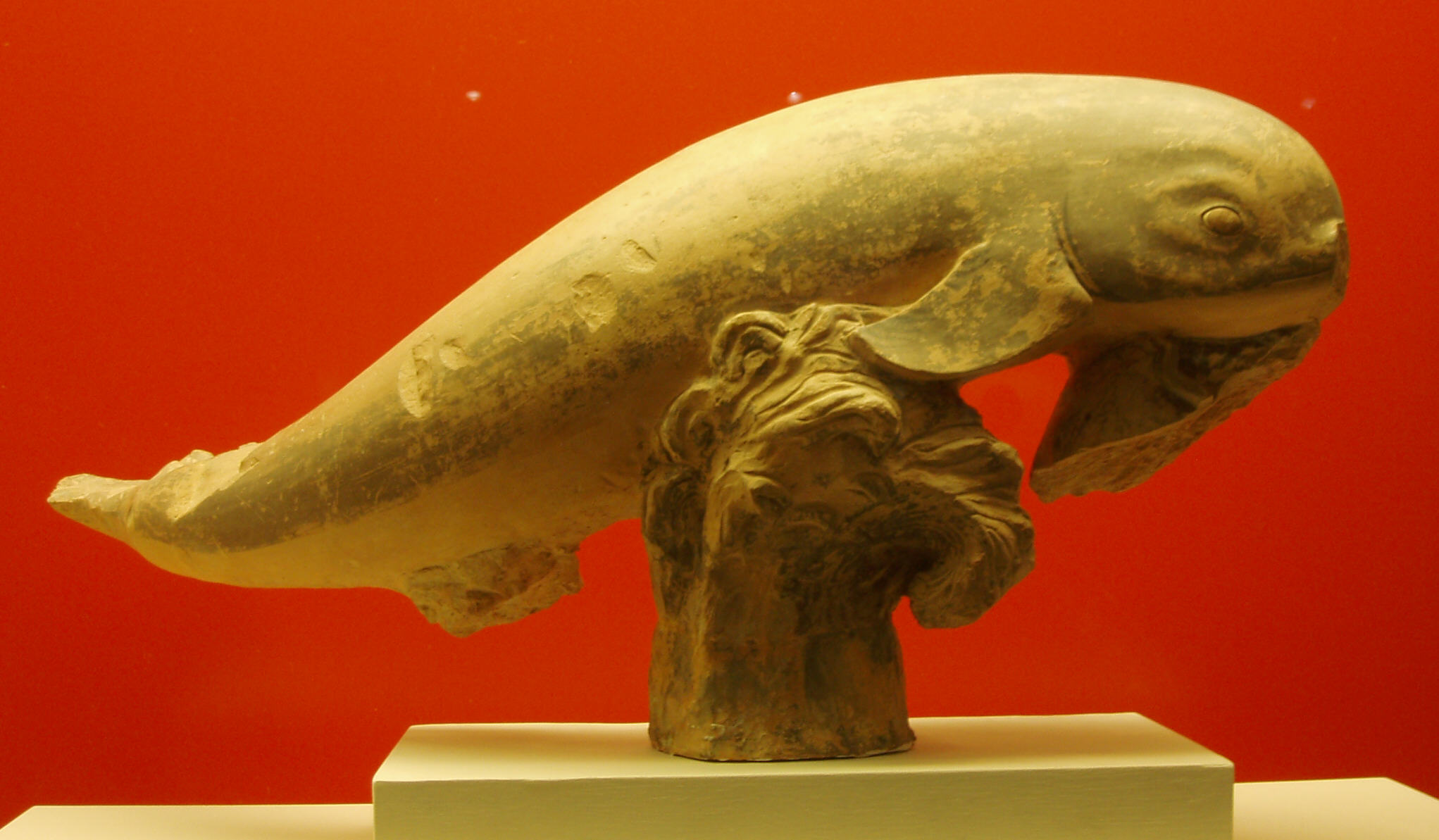
Delfin z terakoty, ok. 400 p.n.e.
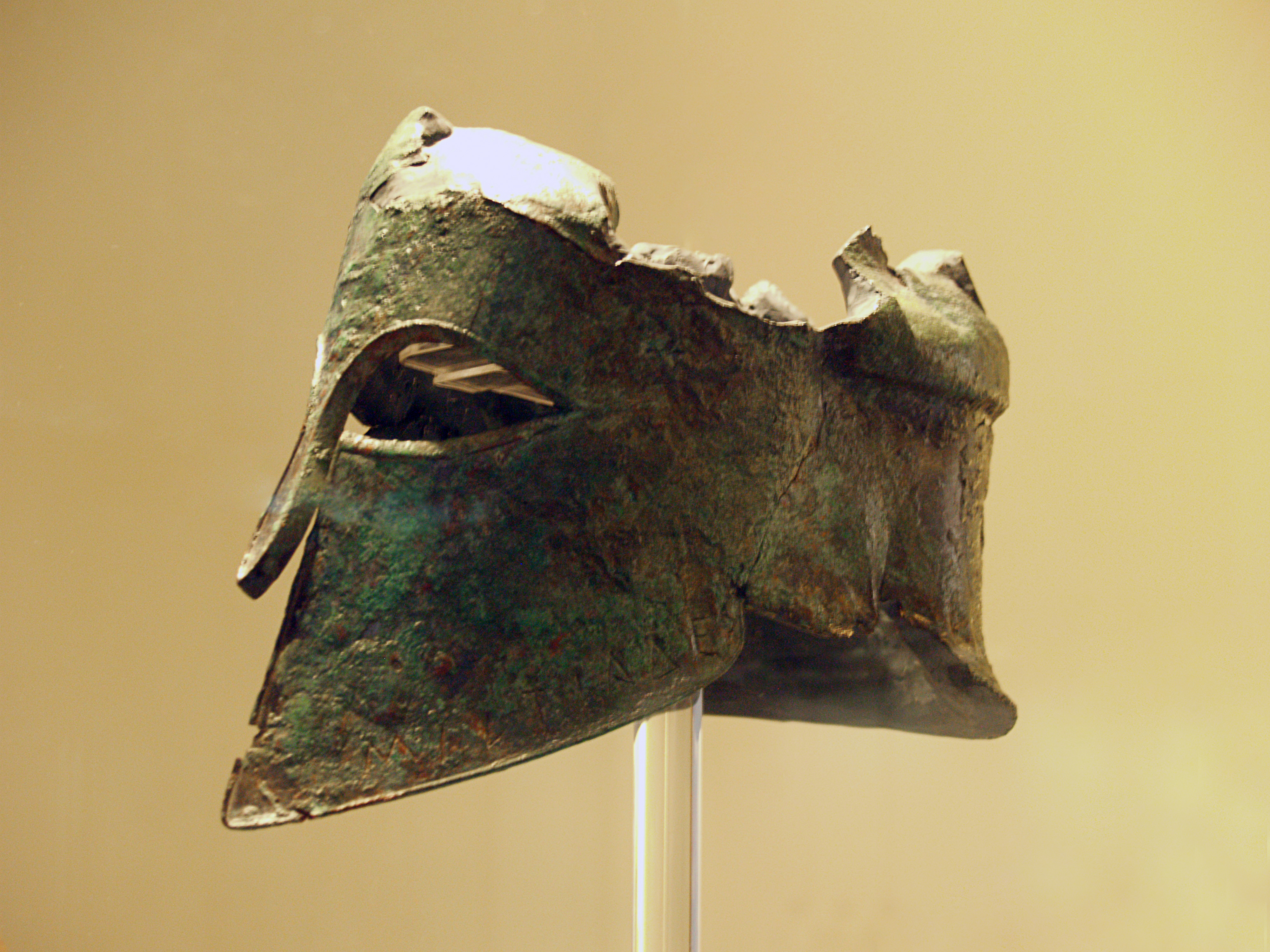
Hełm Miltiadesa, 490 p.n.e.

### Galeria 5: dekoracja rzeźbiarska świątyni Zeusa Olimpijskiego
W tej galerii wystawiane są fragmenty bogatej dekoracji rzeźbiarskiej frontonu świątyni Zeusa Olimpijskiego, m.in. metopy przedstawiające dwanaście prac Heraklesa.

Trzy metopy ze wschodniej strony świątyni
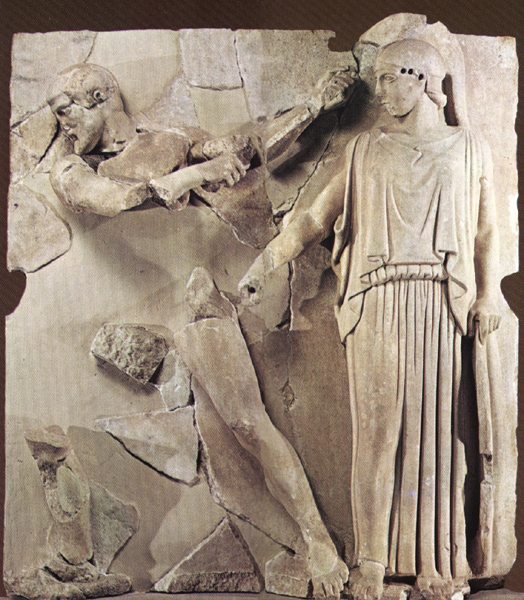
Oczyszczenie stajni Augiasza
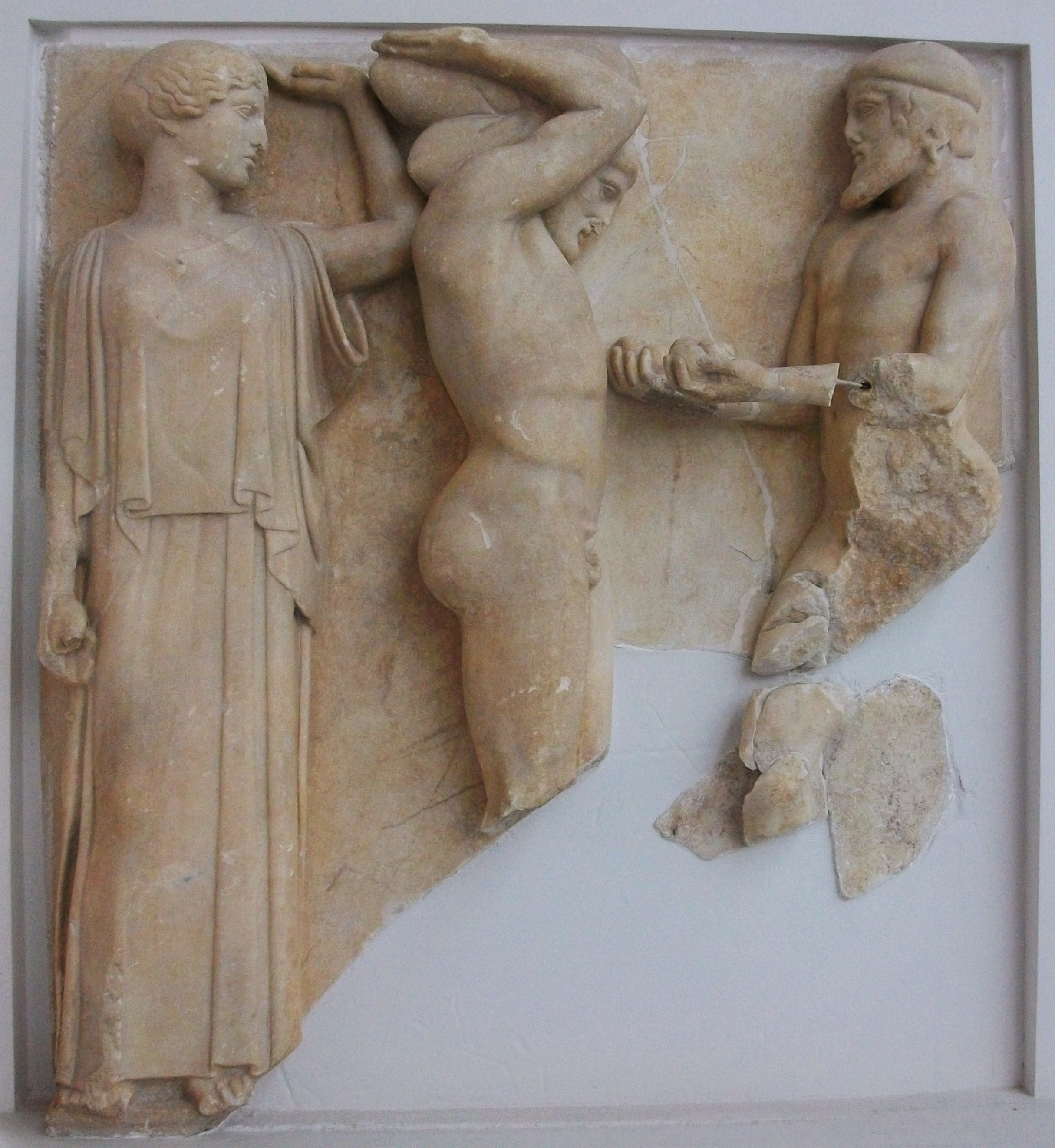
Przyniesienie złotych jabłek z ogrodu Hesperyd
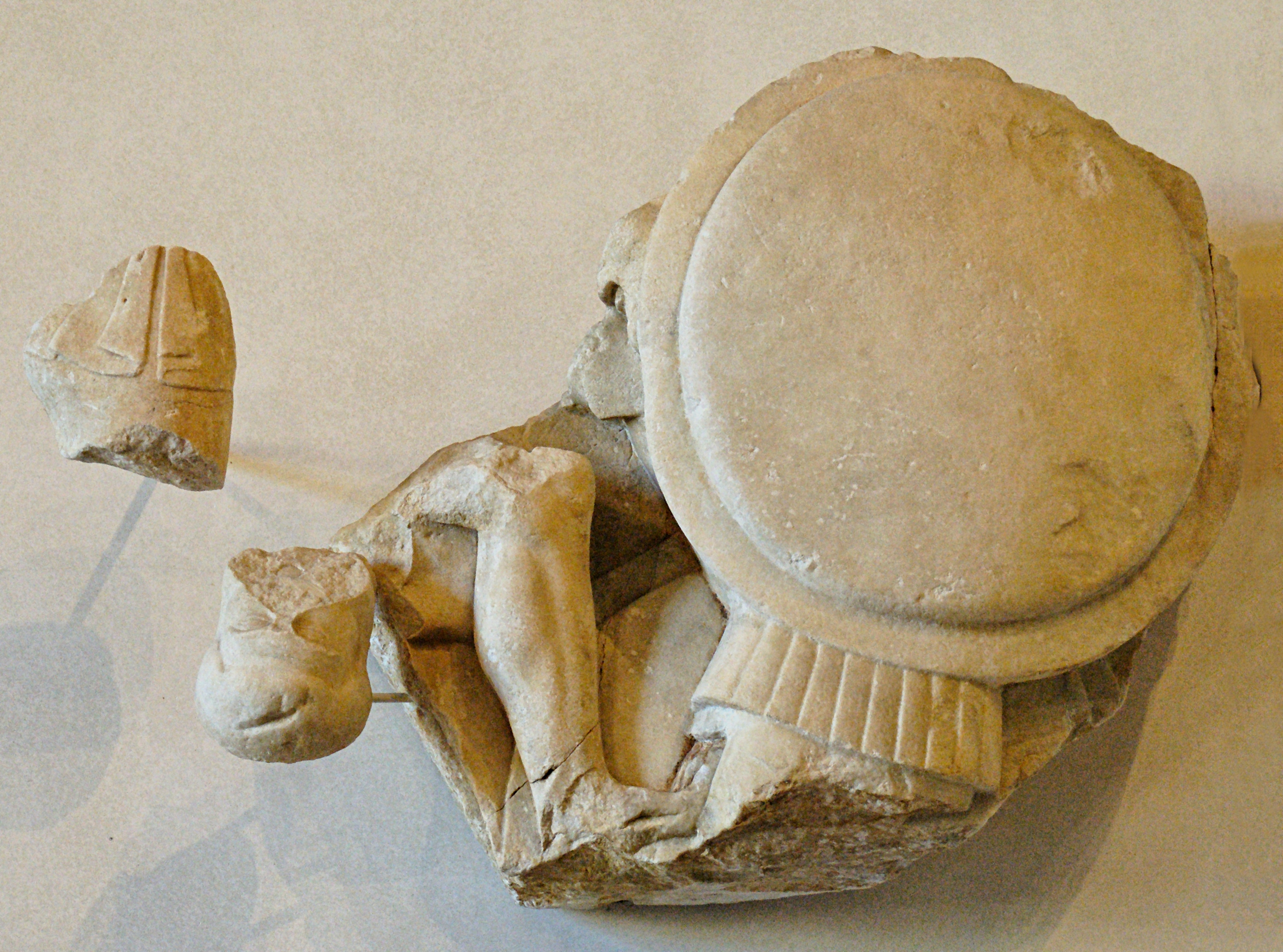
Uprowadzenie trzody Geriona

Trzy metopy z zachodniej strony świątyni
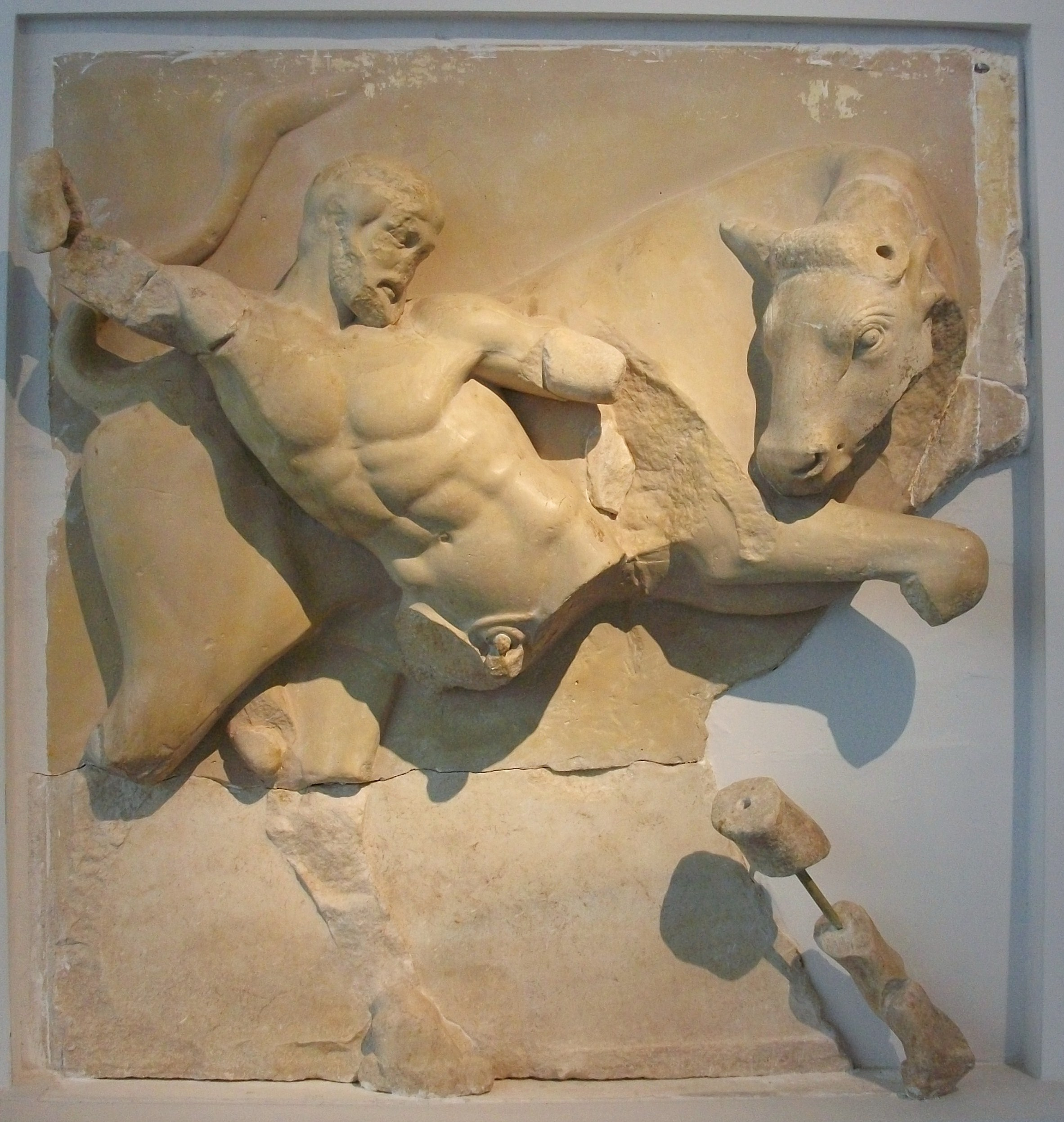
Schwytanie byka kreteńskiego
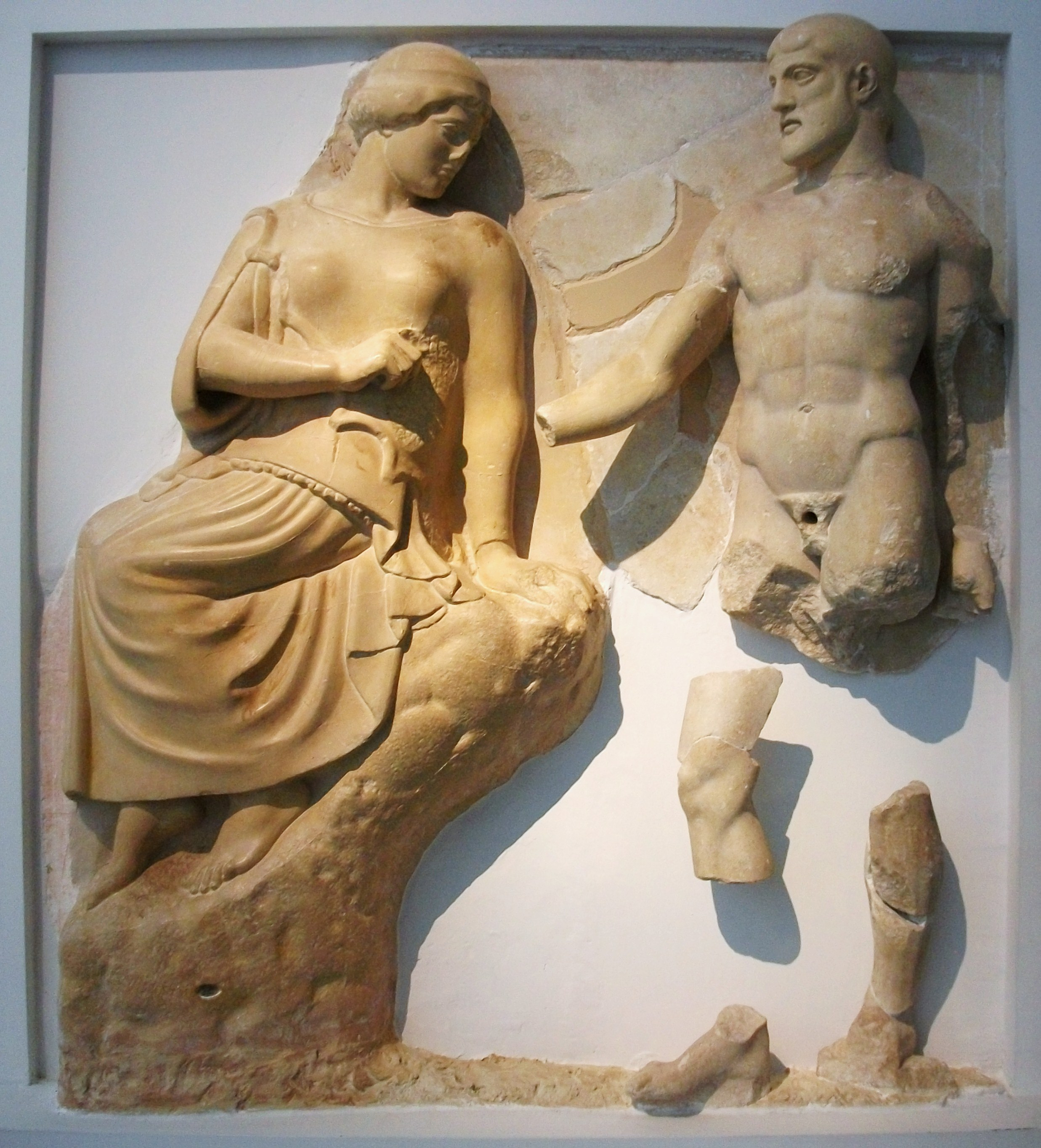
Przepędzenie ptaków stymfalijskich
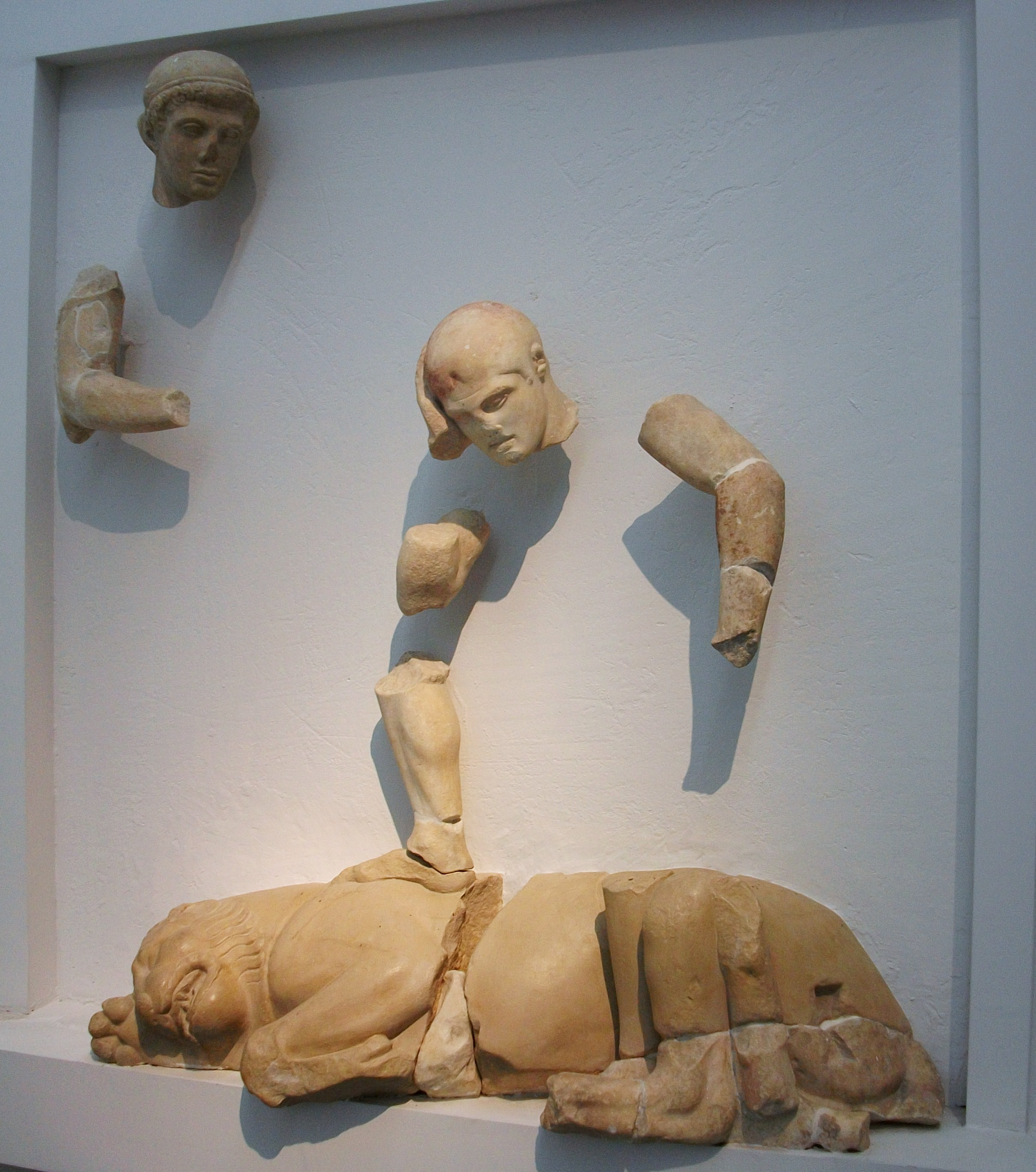
Zabicie lwa nemejskiego

### Galeria 6: posąg Nike z Olimpii

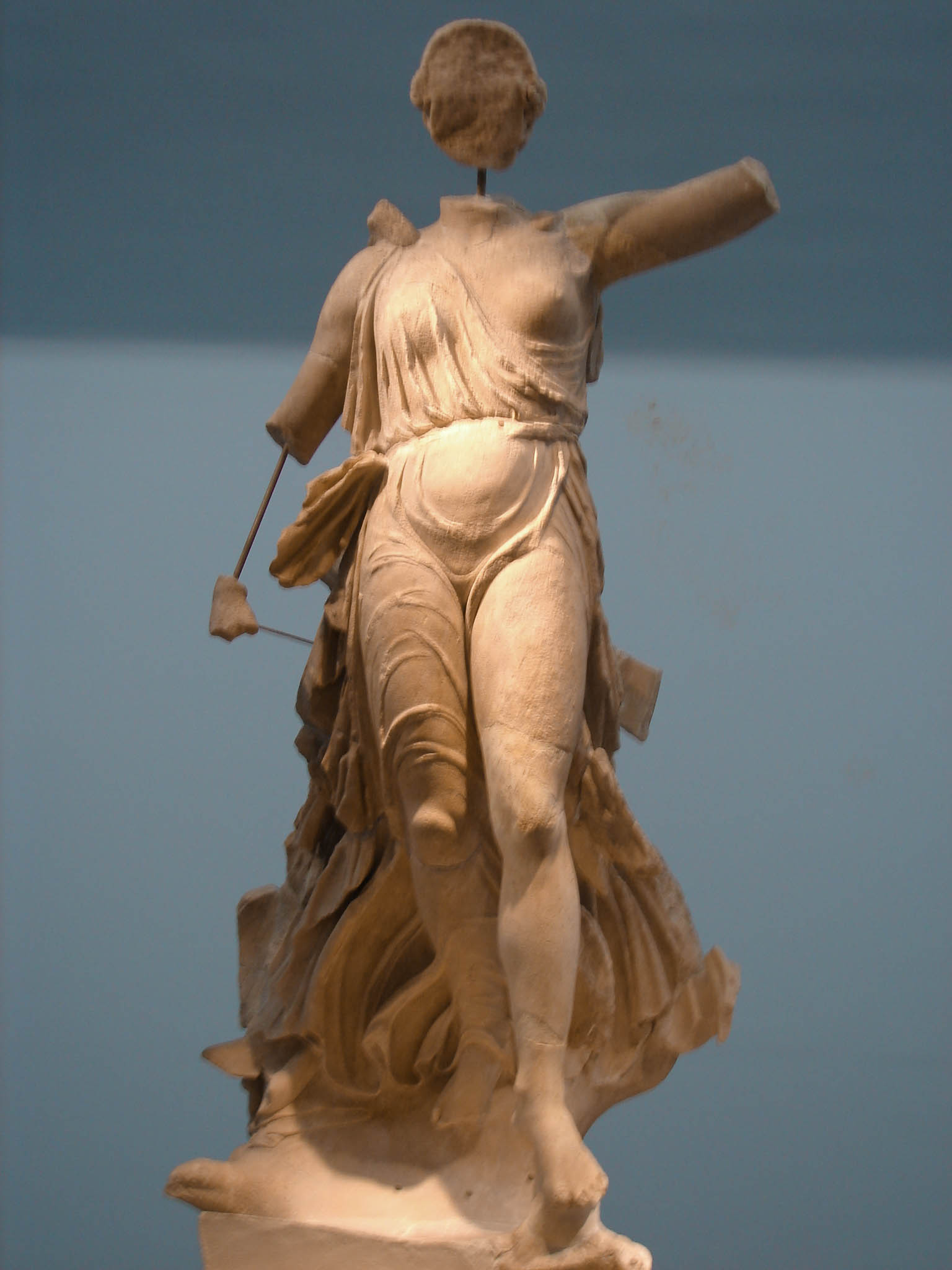
Posąg Nike z Olimpii

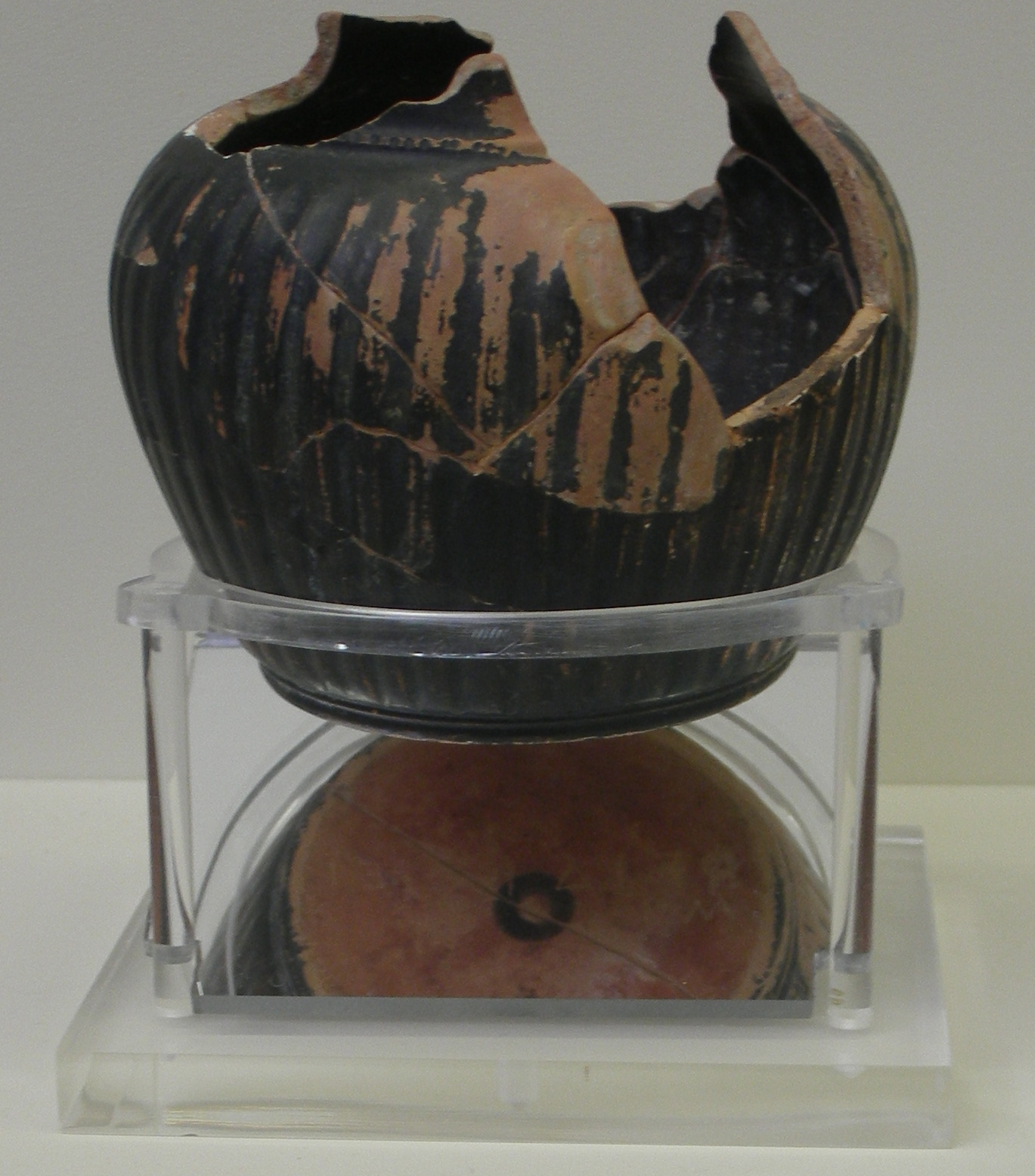
Kubek z napisem „Fidiasz”

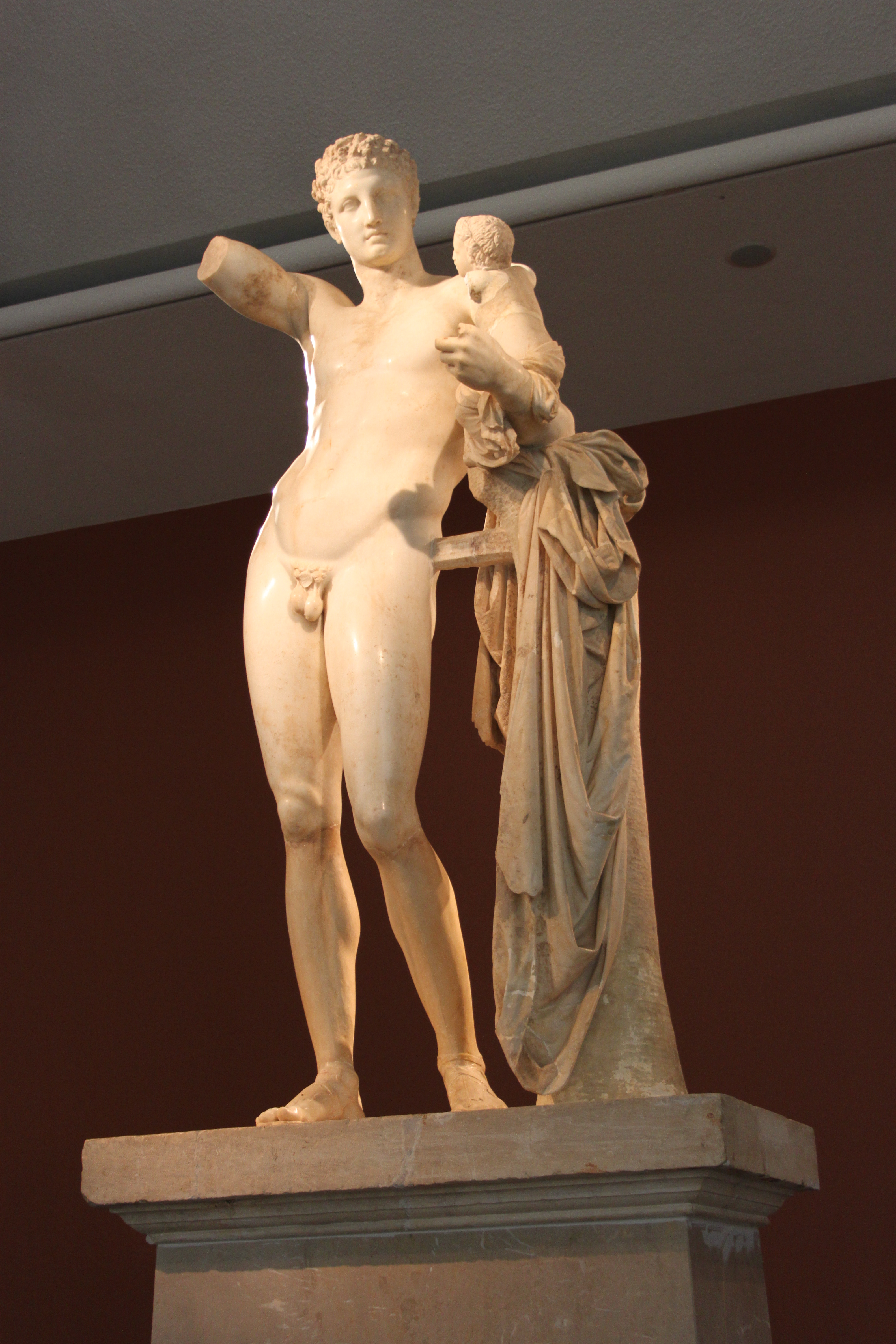
Hermes z małym Dionizosem

W galerii wystawiony jest posąg Nike z Olimpii dłuta Pajoniosa z Mende z ok. 421 r. p.n.e., znaleziony w 1875 roku przez ekspedycję niemiecką. Posąg stał na masywnym, dziewięciometrowym piedestale z inskrypcjami: po jednej stronie z dedykacją posągu Zeusowi Olimpijskiemu przez mieszkańców Mesenii i Nafpaktos po ich zwycięstwie nad Lakonią w II wojnie peloponeskiej (ok. 421 p.n.e.) i nazwiskiem artysty, który posąg wykonał oraz drugą inskrypcją Meseńczyków z ok. 135 p.n.e. na prawym boku piedestału, upamiętniającą arbitraż pomiędzy Meseńczykami a Lakończykami w sprawie o sporny teren na górze Tajget – Dentheliatis. Bogini ukazana jest w locie – po raz pierwszy w sztuce greckiej – jak schodzi z Olimpu, by obwieścić tryumf Meseńczyków. Jest to najstarszy znany posąg Nike w sztuce greckiej i charakterystyczny przykład stylu bogatego.

### Galeria 7: Fidiasz i jego warsztat
Galeria poświęcona jest rzeźbiarzowi Fidiaszowi i jego pracy nad chryzelefantynowym posągiem Zeusa. Na wystawie prezentowane są m.in. pozostałości materiałów używanych do budowy posągu, wiele narzędzi oraz fragment ojnochoe z napisem ΦEIΔIO EIMI „Feidio eimi” – pol. „należę do Fidiasza” znalezione w warsztacie Fidiasza.

### Galeria 8: rzeźba Hermesa z małym Dionizosem
Galeria dedykowana jest rzeźbie Hermesa z małym Dionizosem uważanej za dzieło Praksytelesa z ok. 330 r. p.n.e. Marmurowa rzeźba została znaleziona w 1877 roku przez ekspedycję niemiecką w ruinach herajonu.

### Galeria 9: późny okres klasyczny i hellenistyczny
W galerii prezentowane są elementy architektury, rzeźby i ceramiki z późnego okresu klasycznego i okresu hellenistycznego.

### Galeria 10–11: rzeźba rzymska
Bogata kolekcja rzeźby rzymskiej prezentowana jest w dwóch galeriach, m.in. posągi z nimfajonu, znanego jako eksedra Heroda Attyka.

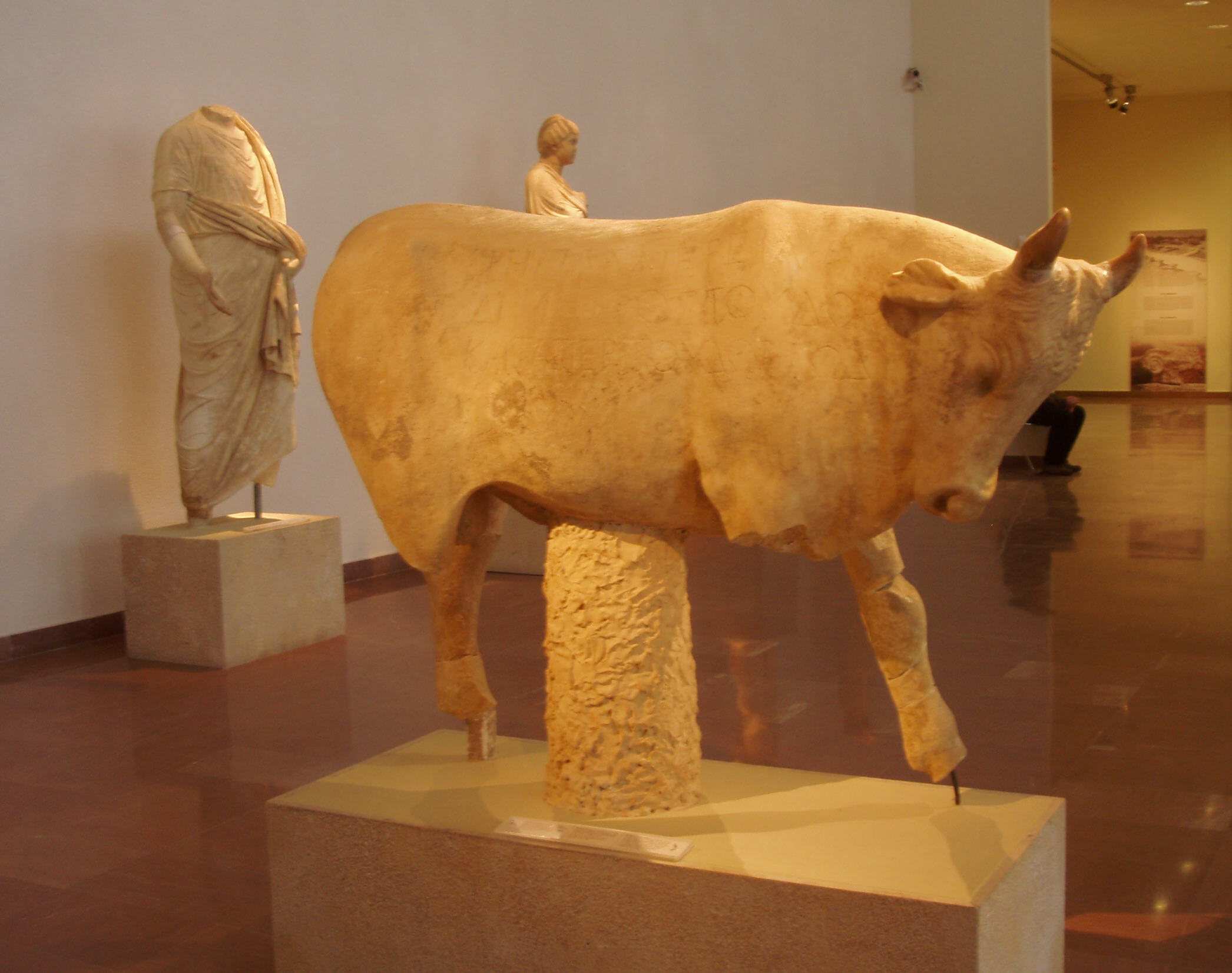
Posąg byka
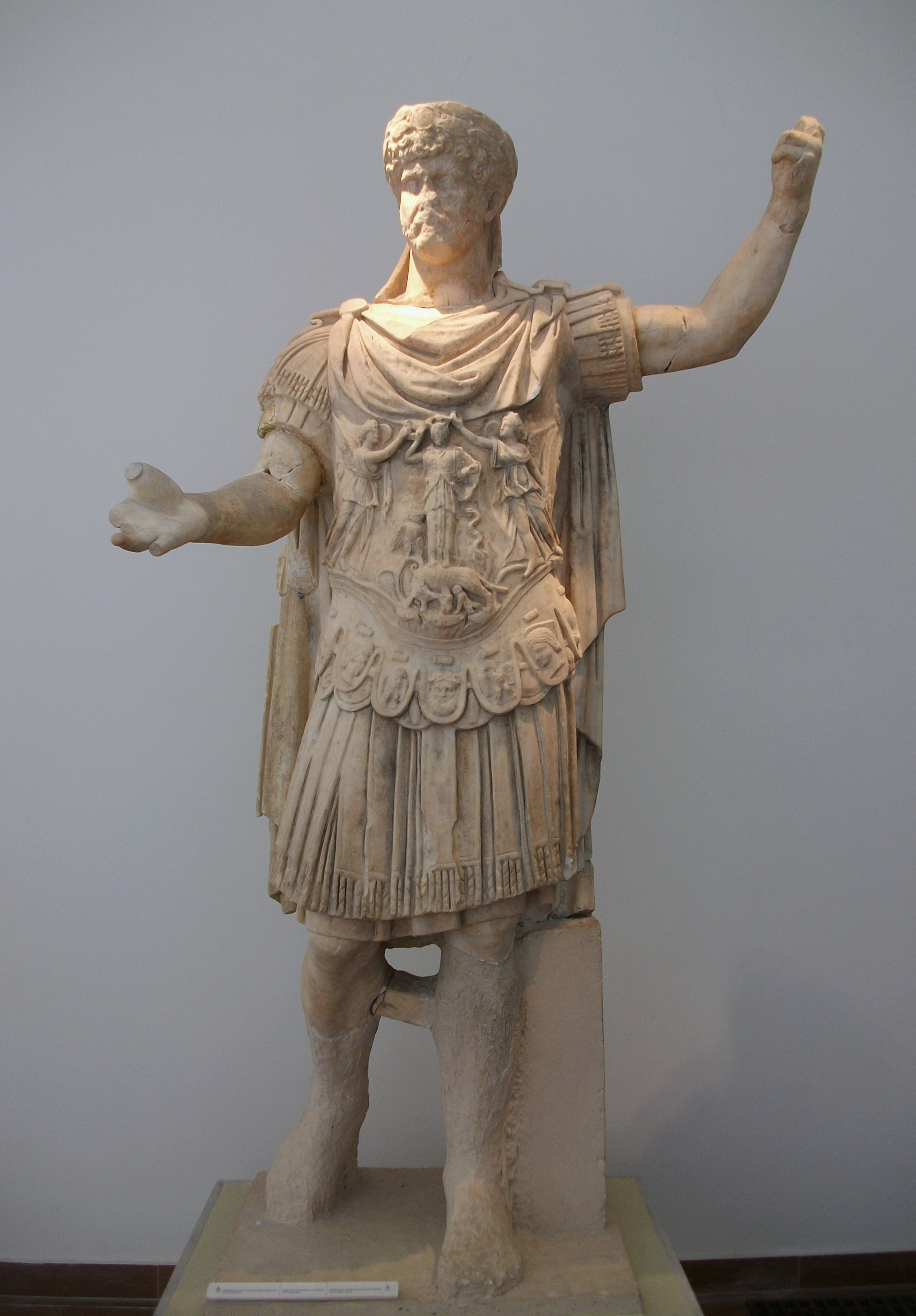
Posąg cesarza Hadriana, 160 r. n.e.
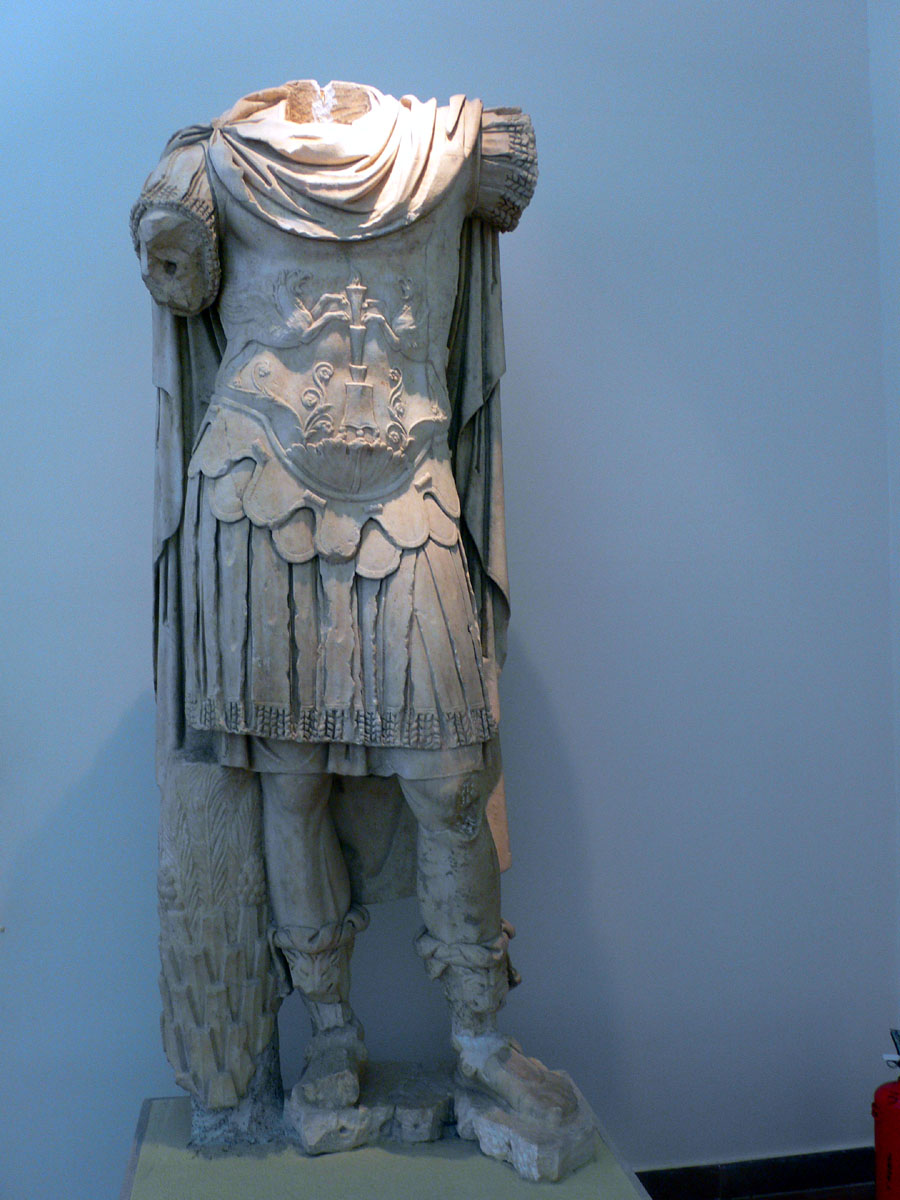
Posąg Marka Aureliusza, 160 r. n.e.
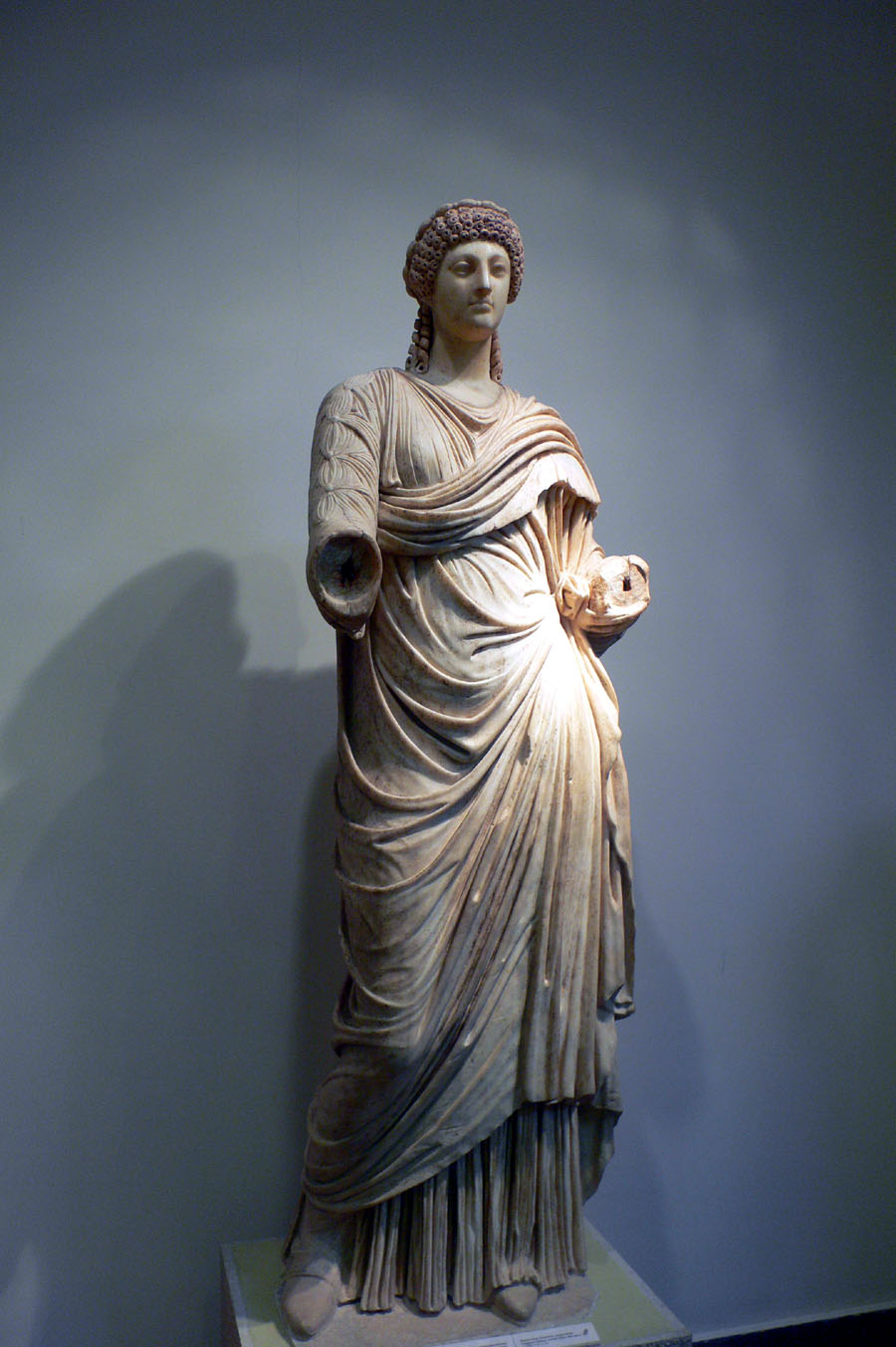
Posąg Poppei Sabiny, I w. n.e.

### Galeria 12: ostatnie lata działalności sanktuarium
Wystawa prezentuje historię sanktuarium w Olimpii, ostatnich lat jego świetności od II do VI–VII w. n.e., kiedy zostało opuszczone.